# Happy Summer Wedding
«Happy Summer Wedding» (ハッピーサマーウェディング?) es el noveno sencillo del grupo japonés de J-pop, Morning Musume; salió a la venta el 17 de mayo de 2000. Ha vendido, hasta la fecha, 990 950 copias. Fue el último sencillo en el que participó Sayaka Ichii, además de significar el debut de la "Cuarta Generación" de Morning Musume, compuesta por Hitomi Yoshizawa, Rika Ishikawa, Ai Kago y Nozomi Tsuji. 

## Lista de canciones
1. "Happy Summer Wedding" (ハッピーサマーウェディング?) – 4:50
2. "Tsūgaku Ressha" (通学列車?) – 4:32
3. "Happy Summer Wedding (Instrumental)" (ハッピーサマーウェディング (Instrumental)?) – 4:46

## Miembros del grupo
- Natsumi Abe
- Kaori Iida
- Yuko Nakazawa
- Mari Yaguchi
- Kei Yasuda
- Sayaka Ichii (último single)
- Maki Goto
- Hitomi Yoshizawa (Debut)
- Rika Ishikawa (Debut)
- Ai Kago (Debut)
- Nozomi Tsuji (Debut)